# Saison 1 de Saving Hope
Chronologie
Saison 2
Cet article présente le guide des épisodes de la première saison de la série télévisée canadienne Saving Hope.

## Généralités
- Cette saison comporte 13 épisodes.
- La saison est diffusée en simultané au Canada et aux États-Unis sur NBC.
- Au Québec, la série est diffusée à partir du 19 janvier 2013 sur AddikTV[1].
- En France, la série est diffusée à partir du 20 octobre 2014 sur Série Club[2]

## Synopsis
Après un accident de voiture, Charlie Harris, chef du département de chirurgie de l'hôpital de Hope-Zion à Toronto se retrouve dans le coma. Il découvre qu'il peut se déplacer dans l'hôpital sous forme d'esprit.
Sa fiancée Alex Reid, chirurgienne, tente de le sauver avec l'aide d'autres médecins, dont le chirurgien Joel Goran.

## Distribution

### Acteurs principaux
- Erica Durance (VF : Véronique Desmadryl) : Dr Alex Reid (chirurgie générale)
- Michael Shanks (VF : William Coryn) : Dr Charlie Harris
- Daniel Gillies (VF : Arnaud Arbessier) : Dr Joel Goran
- Huse Madhavji (en) : Dr Shahir Hamza (neurochirurgie)
- Julia Taylor Ross : Dr Maggie Lin
- Kristopher Turner (en) : Dr Gavin Murphy (psychiatrie)
- Wendy Crewson : Dr Dana Kinney
- Benjamin Ayres (en) : Dr Zachary Miller
- Michelle Nolden : Dr Dawn Bell, ex-femme de Charlie

### Acteurs récurrents
- Glenda Braganza (en) : Dr Melanda Tolliver
- Salvatore Antonio (en) : Victor Reis
- K. C. Collins (en) : Dr Tom Reycraft
- Joseph Pierre : Jackson Wade
- Conrad Coates (en) : Bryan Travers, exécutif principal de l'hôpital

## Épisodes

### Épisode 1:L'émission pilote
- Canada /  États-Unis : 7 juin 2012 sur CTV / NBC
- Québec : 19 janvier 2013 sur AddikTV
- France : 20 octobre 2014 sur Série Club

- Canada : 1,52 million de téléspectateurs[3]
- États-Unis : 3,24 millions de téléspectateurs[4]

- Dwain Murphy : Shawn Price
- Erik Knudsen : Mitchell
- Paul Braunstein : John Doe
- Cassie Owoc : Angela Mesner
- Adriano Sobretodo Jr. : Stuart Yu
- Zoé De Grand Maison : Tara

Le Dr Alex Reid et le Dr Charlie Harris sont sur le point de se marier lorsque leur taxi entre en collision avec une autre voiture. Après avoir sauvé la conductrice de l'autre voiture, Charlie s'évanouit. Une fois arrivé à l'hôpital, Reid et d'autres médecins, tels que le Dr Joel Goran, essayent de sauver la vie de Charlie, mais il tombe dans le coma.

### Épisode 2:Le Message
- Canada /  États-Unis : 14 juin 2012 sur CTV / NBC
- Québec : 24 janvier 2013 sur AddikTV

- Canada : 1,601 million de téléspectateurs[5]
- États-Unis : 3,98 millions de téléspectateurs[6]

- Michelle Nolden : Dr. Dawn Bell
- Melanie Scrofano : 	Kym Spencer
- Nicholas Rose : Aaron Spencer
- Pat Mastroianni : Paul Lewis
- Nathalie Toriel : Brenda Lewis
- Jake Goodman : Cal Lewis

Une jeune fille de vingt ans arrive aux urgences avec le tibia et le péroné fracturés, ce qui « émoustille » le Dr Goran (qui est chirurgien orthopédique). Cependant, elle refuse la chirurgie à cause de sa religion, ce qui va lui causer quelques soucis, et peut-être même la mort.
Alex s'occupe d'un petit garçon passionné de dessin qui, au début, souffre d'un mal de ventre, mais qui change de comportement jusqu'à mordre la pédiatre. Dans le hall, Cal s'évanouit et fait n'a plus de pouls. C'est alors qu'il entre en contact avec Charlie, qui va lui demander de transmettre un message à Alex.
Dans la chambre de Charlie, le Dr Reid trouve l'ex-femme du comateux, Dawn, qui cherche à convaincre Alex de pratiquer une thérapie d'éveil au coma.

### Épisode 3:L'Aveuglement
- Canada /  États-Unis : 21 juin 2012 sur CTV / NBC
- Québec : 31 janvier 2013 sur AddikTV

- Canada : 1,438 million de téléspectateurs[7]
- États-Unis : 2,69 millions de téléspectateurs[8]

- Zachary Bennett : Benjamin Munk
- Dewshane Williams : Johnny Wolfe
- Shamier Anderson : Isaac Wolfe

### Épisode 4:La Bataille
- Canada /  États-Unis : 28 juin 2012 sur CTV / NBC
- Québec : 7 février 2013 sur AddikTV

- Canada : 1,496 million de téléspectateurs[9]
- États-Unis : 3,19 millions de téléspectateurs[10]

- Dan Petronijevic : Todd Fahey
- Tyler Johnston : Eddie Marks
- Courtney-Jane White : Amanda
- Neil Crone : Anthony

### Épisode 5:L'Absence
- Canada /  États-Unis : 5 juillet 2012 sur CTV / NBC
- Québec : 14 février 2013 sur AddikTV

- Canada : 1,392 million de téléspectateurs[11]
- États-Unis : 2,2 millions de téléspectateurs[12]

- Shawn Doyle : Scott Cockburn
- Diego Fuentes : Ysidro Pineda
- Linda Thorson : Melissa Hurst

### Épisode 6:Le Grand Randall
- Canada /  États-Unis : 12 juillet 2012 sur CTV / NBC
- Québec : 21 février 2013 sur AddikTV

- Canada : 1,405 million de téléspectateurs[13]
- États-Unis : 3,22 millions de téléspectateurs[14]

- Matt Gordon : Chester Mills
- Colm Feore : Mac
- Peter Keleghan : Randall Crane
- Joanna Douglas : Heather Day

Un patient arrive à Hope Zion tout en ayant une barre de fer enfoncée dans la poitrine. Le seul problème est qu'il ne connait pas son identité et qu'il ne sent rien du tout, et pour cause, il est sous hypnose. Le Dr Reid décida alors de fouiller dans ses affaires afin de trouver des informations sur son mystérieux patient. Elle trouva la carte d'un hypnotiseur du nom de scène "The Great Randall". Le Dr Reid appela alors cet hypnotiseur afin qu'il vienne voir ce patient, qui s'avère être Chester Mills.

### Épisode 7:Adultes consentants
- Canada /  États-Unis : 19 juillet 2012 sur CTV / NBC
- Québec : 28 février 2013 sur AddikTV

- Canada : 1,407 million de téléspectateurs[15]
- États-Unis : 3,03 millions de téléspectateurs[16]

- Billy MacLellan : Karn
- Gia Sandhu : Sandhya Ahuja
- Veena Sood : Deepha
- Yogesh Chotalia : le frère de Sandhya

### Épisode 8:La Mort dans l'âme
- Canada /  États-Unis : 26 juillet 2012 sur CTV / NBC
- Québec : 7 mars 2013 sur AddikTV

- Canada : 1,675 million de téléspectateurs[17]
- États-Unis : 2,86 millions de téléspectateurs[18]

- Richard Chevolleau : Bernie
- Brian Markinson : Sgt. Jimmy Bell

### Épisode 9:Bea, encore
- Canada /  États-Unis : 16 août 2012 sur CTV / NBC
- Québec : 14 mars 2013 sur AddikTV

- Canada : 1,667 million de téléspectateurs[19]
- États-Unis : 3,3 millions de téléspectateurs[20]

- Colm Feore : Mac
- Catherine Disher : l'avocat d'Alex
- Karen Robinson : Nadia Hope

### Épisode 10:Un nouveau départ
- Canada /  États-Unis : 23 août 2012 sur CTV / NBC
- Québec : 21 mars 2013 sur AddikTV

- Canada : 1,463 million de téléspectateurs[21]
- États-Unis : 2,87 millions de téléspectateurs[22]

- Kari Matchett : Dr. Kendra Watt
- Jeff Roop : Doug
- Gord Rand : Richard
- Conrad Coates : Brian Travers
- Jane Moffat : Stephanie

L'état céphalique de Charlie s'améliore et il respire maintenant seul.Il rencontre le docteur Kendra Watts, journaliste TV et experte médicale, mourante des suites d'une encéphalopathie hépatique due à la consommation d'amanites. Ceux-ci essayent de trouver les raisons qui font que Charlie ne se réveille pas. Peut-être le traumatisme de la mort de ses parents...
Le docteur Goran éprouve des difficultés à réopérer après sa fracture du Ve métacarpien. Kinney, que la direction veut voir postuler comme chef du service de chirurgie, lui propose alors un Road trip médical dans le cadre du DPC (ou Formation médicale continue (FMC)). Au cours de celui-ci, ils sont amenés à pratiquer une amputation guillotine (de Victor Pauchet) et finissent par coucher ensemble.

### Épisode 11:Risque de Contagion
- Canada /  États-Unis : 30 août 2012 sur CTV / NBC
- Québec : 28 mars 2013 sur AddikTV

- Canada : 1,635 million de téléspectateurs[23]
- États-Unis : 2,54 millions de téléspectateurs[24]

- Matthew Edison : Dr. Wilson
- Conrad Coates : Brian Travers
- Janine Theriault : Carol Malone

### Épisode 12:À prendre ou à laisser
- Canada : 6 septembre 2012 sur CTV
- États-Unis : sur le site web de NBC[25]
- Québec : 4 avril 2013 sur AddikTV

- Canada : 1,431 million de téléspectateurs[26]

- Paul Soles : Roy Goldbach
- Dawn Greenhalgh : Esther Goldbach
- Kelly Fanson : Stacey Harrison
- Brian Markinson : Sgt. Jimmy Bell

### Épisode 13:Les Nuages roses
- Canada : 13 septembre 2012 sur CTV
- États-Unis : sur le site web de NBC[25]
- Québec : 11 avril 2013 sur AddikTV

- Canada : 1,548 million de téléspectateurs[27]

- Sabrina Grdevich : Jackie
- Will Bowes : Wes Taylor
- Natalie Lisinska : Pamela
- Conrad Coates : Brian Travers
- Tony Nappo (en) : Gino
- Ben Carlson : Peter Taylor